# 心脏复律
心脏复律（cardioversion）又称心律转复、心律调整、心搏復原，是通过电击或药物将异常心律（心跳过速或其他心律失常）转化为正常心律的医学手段。
心脏电复律（cardiac electroversion）或电击心律转复、心脏电击转复、电复律，是使用电击的方式使心脏复律。药物心律转复或化学心律转复、药物复律，则使用抗心律失常药物 ，而不是电击。

## 电击心律转复
同步电击心律转复（synchronized electrical cardioversion）或同步电复律，是在心脏律动中的一个特定的时间使用特定剂量的电流电击，以矫正活动异常的心臟電傳導系統的手段。除颤则使用特定剂量的电流在任意的时刻在电击心脏，这是抢救由心室纤颤和无脉搏室性心动过速（pulseless V-tach）造成的心脏停跳患者的最有效的方法。
当实施同步电复律时，急救人员使用电极贴片或者传统的手握式电击板，其上附有由盐溶液构成的导电凝胶。理想情况下，应当使得一个电极接触患者前胸，另一个接触患者后背，将心脏像夹心饼干一样夹在中间效果最好。如果没有这个条件，可以如图所示，一个电极接触患者右胸上方，另一个电极接触患者左腹外侧。使用一根电线将电极连接到心律转复仪器上。这是一种既能读取心律又能实施电击的医学仪器。该仪器会读取患者的心律，并找出心动周期。操作人员设置能量后，由仪器执行电击。贴片仪器会在电击指令发出后自动读取心律和电击；电击板式仪器需要医师用力（25磅/120牛顿，相当于12公斤）按在患者皮肤上，按住电击按钮不放，仪器不会立刻电击，医师需要等待仪器分析心律一段时间，然后机器才会电击。
电击心律转复时的安全措施和V-fib电击时相同，包括所有医护人员不能直接触碰患者，同时确保周围没有暴露的氧气流。

### 建议的能量
- 心房纤颤：双相仪设为120至200焦耳，单相仪设为200焦耳。（双相仪更加常见，单相仪被很多地方淘汰了）
- 心房扑动：双相仪设为50至100焦耳，单相仪设为100焦耳。
- 室性心动过速（有脉搏 V-tach）：双相仪设为100焦耳，单相仪设为200焦耳。
- 心室纤颤或无脉室性心动过速（V-fib / 无脉搏V-tach）：双相仪设为120-200焦耳，单相仪设为360焦耳，不需同步。[6][7][8]

建议的能量和临床情况也有关系。如果是急救和ACLS，则直接开到最大值。如果是医院内的可控情况，则由医生根据具体情况决定。